# NBA 스포츠맨십상
NBA 스포츠맨십상(영어: NBA Sportsmanship Award)은 NBA의 상으로, 매 시즌의 이상적인 스포츠맨 정신에 입각하여 모범이 된 플레이를 한 선수에게 수여되는 상이다. 2000년부터 수상자들은 조 듀마스 트로피(영어: Joe Dumars Trophy)를 수여했다.

## 수상자 목록
| 시즌      | 수상자             | 소속 팀                 |
| --------- | ------------------ | ----------------------- |
| 1995~1996 | 조 듀마스          | 디트로이트 피스턴스     |
| 1996~1997 | 테럴 브랜든        | 클리블랜드 캐벌리어스   |
| 1997~1998 | 에이브리 존슨      | 샌안토니오 스퍼스       |
| 1998~1999 | 허시 호킨스        | 시애틀 슈퍼소닉스       |
| 1999~2000 | 에릭 스노우        | 필라델피아 세븐티식서스 |
| 2000~2001 | 데이비드 로빈슨    | 샌안토니오 스퍼스       |
| 2001~2002 | 스티브 스미스      | 샌안토니오 스퍼스       |
| 2002~2003 | 레이 앨런          | 시애틀 슈퍼소닉스       |
| 2003~2004 | P.J. 브라운        | 뉴올리언스 호니츠       |
| 2004~2005 | 그랜드 힐          | 올랜도 매직             |
| 2005~2006 | 엘튼 브랜드        | 로스앤젤레스 클리퍼스   |
| 2006~2007 | 루올 뎅            | 시카고 불스             |
| 2007~2008 | 그랜드 힐          | 피닉스 선스             |
| 2008~2009 | 천시 빌럽스        | 덴버 너기츠             |
| 2009~2010 | 그랜드 힐          | 피닉스 선스             |
| 2010~2011 | 스테판 커리        | 골든스테이트 워리어스   |
| 2011~2012 | 제이슨 키드        | 댈러스 매버릭스         |
| 2012~2013 | 제이슨 키드        | 뉴욕 닉스               |
| 2013~2014 | 마이크 콘리 주니어 | 멤피스 그리즐리스       |
| 2014~2015 | 카일 코버          | 애틀랜타 호크스         |
| 2015~2016 | 마이크 콘리 주니어 | 멤피스 그리즐리스       |
| 2016~2017 | 켐바 워커          | 샬럿 호니츠             |
| 2017~2018 | 켐바 워커          | 샬럿 호니츠             |
| 2018~2019 | 마이크 콘리 주니어 | 멤피스 그리즐리스       |
| 2019~2020 | 빈스 카터          | 애틀랜타 호크스         |
| 2020~2021 | 즈루 할러데이      | 밀워키 벅스             |
| 2021~2022 | 패트릭 밀스        | 브루클린 네츠           |
| 2022~2023 | 마이크 콘리 주니어 | 미네소타 팀버울브스     |
| 2023~2024 | 타이리스 맥시      | 필라델피아 세븐티식서스 |
| 2024~2025 | 즈루 할러데이      | 보스턴 셀틱스           |

## 수상횟수
| 횟수 | 수상자             | 소속 팀                               | 수상연도               |
| ---- | ------------------ | ------------------------------------- | ---------------------- |
| 4회  | 마이크 콘리 주니어 | 멤피스 그리즐리스 미네소타 팀버울브스 | 2014, 2016, 2019, 2023 |
| 3회  | 그랜드 힐          | 올랜도 매직 피닉스 선스               | 2005, 2008, 2010       |
| 2회  | 제이슨 키드        | 댈러스 매버릭스 뉴욕 닉스             | 2012, 2013             |
| 2회  | 켐바 워커          | 샬럿 호니츠                           | 2017, 2018             |
| 2회  | 즈루 할러데이      | 밀워키 벅스 보스턴 셀틱스             | 2021, 2025             |